# The Wallabee Champ
Albums de Ghostface Killah
The Big Doe Rehab
(2007) GhostDeini the Great
(2008)
The Wallabee Champ est une compilation de Ghostface Killah, sortie le 25 mars 2008.
L'album contient des faces B inédites ainsi que des remixes.

## Liste des titres
| No  | Titre                                           | Contient un (des) sample(s) de                                                | Durée |
| --- | ----------------------------------------------- | ----------------------------------------------------------------------------- | ----- |
| 1.  | Intro                                           |                                                                               | 0:57  |
| 2.  | Wallabee Champ                                  | Girls, Girls, Girls de Jay-Z featuring Q-Tip, Slick Rick et Biz Markie        | 2:12  |
| 3.  | ABC                                             | ABC des Jackson 5                                                             | 1:43  |
| 4.  | Roosevelts (featuring Raekwon et Trife)         |                                                                               | 3:04  |
| 5.  | Watch Your Mouth (featuring le Wu-Tang Clan)    | More Plot de Lalo Schifrin Get Out of My Life, Woman d'Iron Butterfly         | 3:57  |
| 6.  | Tony Sigel (featuring Styles P et Beanie Sigel) |                                                                               | 3:31  |
| 7.  | Trials of Life (featuring Prodigy)              |                                                                               | 3:00  |
| 8.  | Hidden Darts                                    |                                                                               | 2:45  |
| 9.  | The Rich (featuring Raekwon)                    |                                                                               | 3:18  |
| 10. | We Dem Niggaz                                   |                                                                               | 3:03  |
| 11. | Run (Remix) (featuring Jadakiss et Lil Wayne)   |                                                                               | 4:36  |
| 12. | Good Times Pt. II (featuring Lord Superb)       |                                                                               | 3:52  |
| 13. | Charlie Brown (Remix)                           | Get Up, Get Into It, Get Involved de James Brown Hot Music (Jazz Mix) de Soho | 2:30  |
| 14. | Clips                                           |                                                                               | 3:15  |
| 15. | Clientele (faeturing Raekwon et Fat Joe)        |                                                                               | 4:08  |
| 16. | Crockett & Tubbs (featuring Raekwon)            |                                                                               | 1:30  |
| 17. | '93 Freestyle (featuring Method Man)            |                                                                               | 7:19  |